# Папский католический университет Перу
Папский католический университет Перу (англ. Pontificia Universidad Católica del Perú) — частный светский университет, претендующий на римско-католическую принадлежность в городе Лима, Перу.

## История

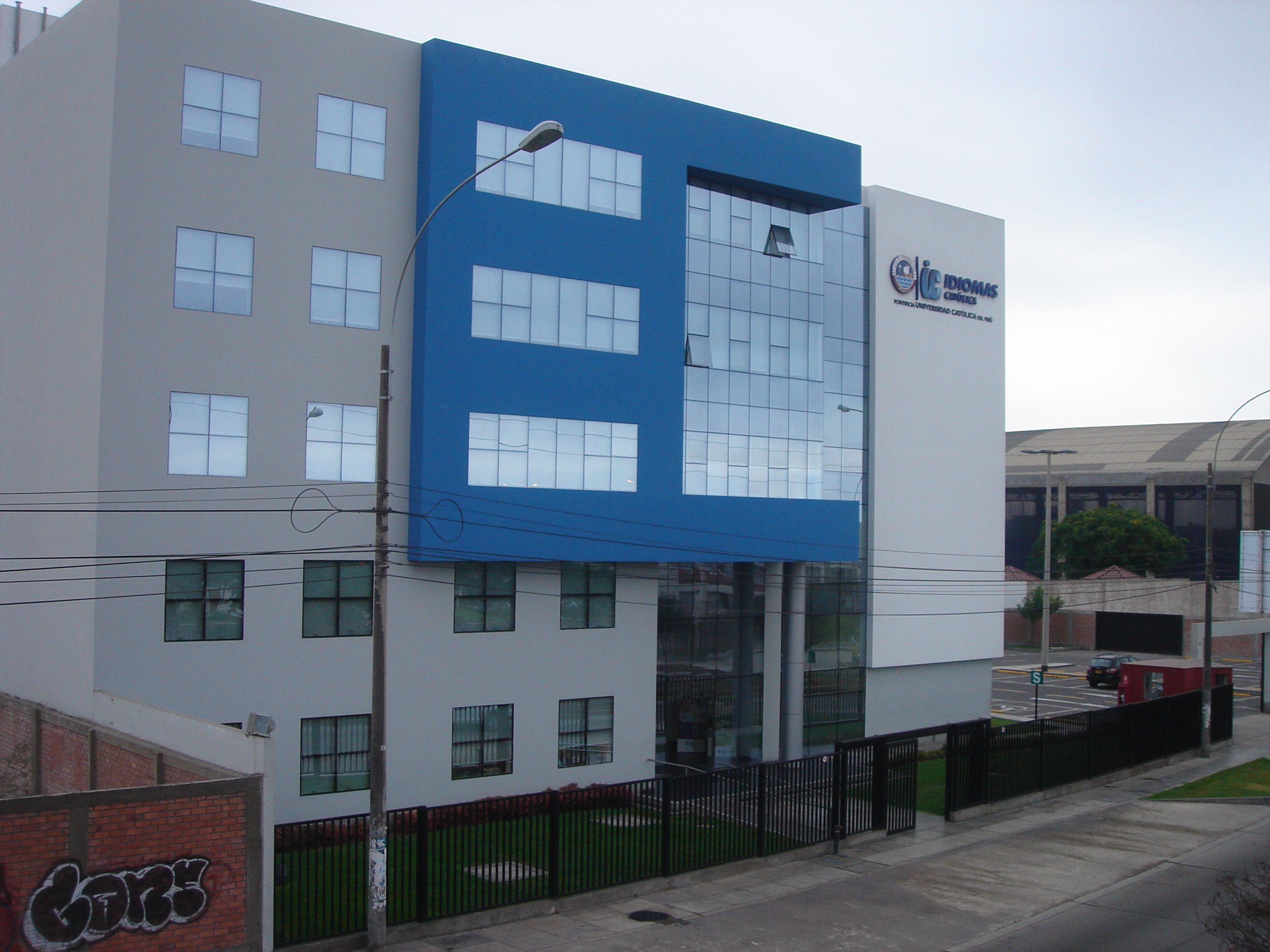
Лингвистический центр

Основан 24 марта 1917 года священником доктором богословия Хорхе Динтилхаком на базе двух школ: литературы и права. Был первым негосударственным высшим учебным заведением в Перу.
В 1933 году здесь обучалось более 500 студентов, были созданы факультеты инженерных наук, политических и экономических наук. В 1935 году была создана Школа образования. Позже, в 1939 году, была основана Академия католического искусства.
Университет претендует на католическую принадлежность, но не признается католической церковью .
В 2012 году кардинал Тарчизио Бертоне, Государственный секретарь Святого Престола издал указ о снятии названия «Папский» и «католический», предоставленных университету папой Пием XII. В 2016 году Ватикан восстановил утраченные названия и определил, что архиепископ Лимы никогда будет не занимать должность канцлера университета.

## Структура

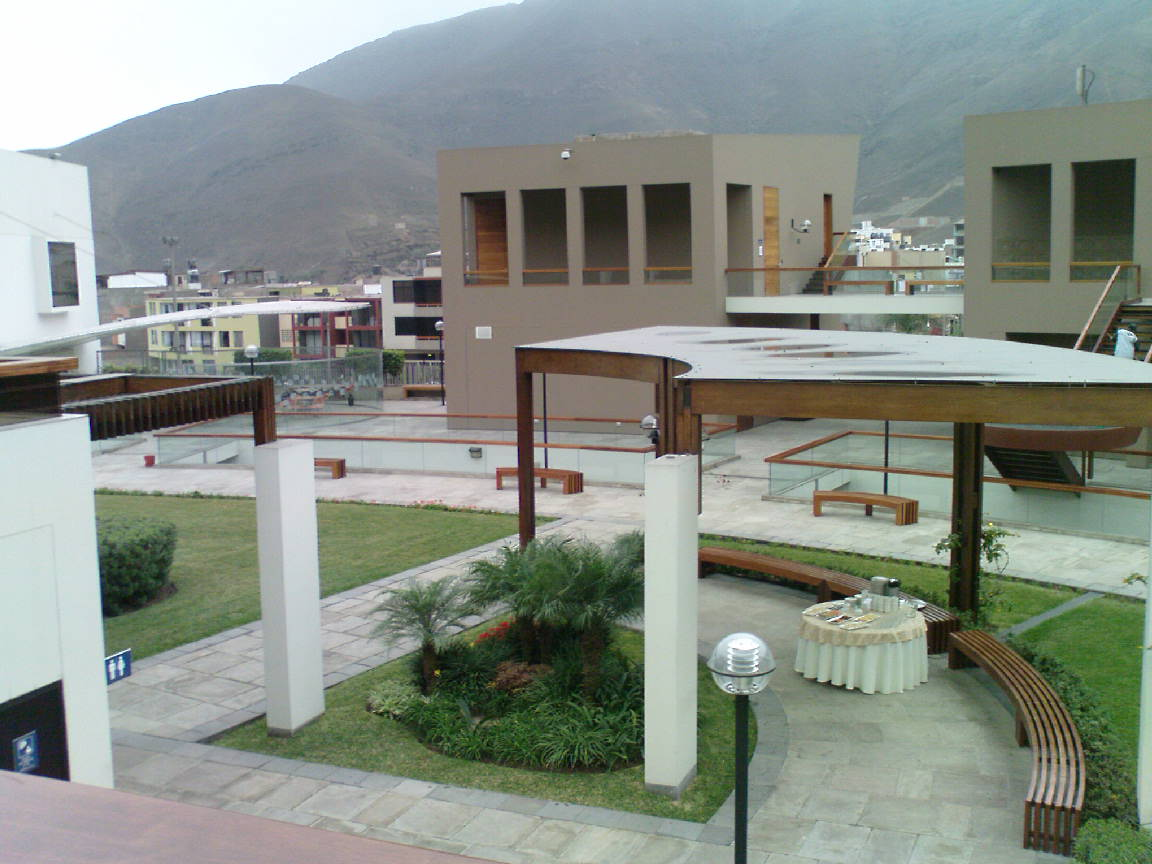
CENTRUM

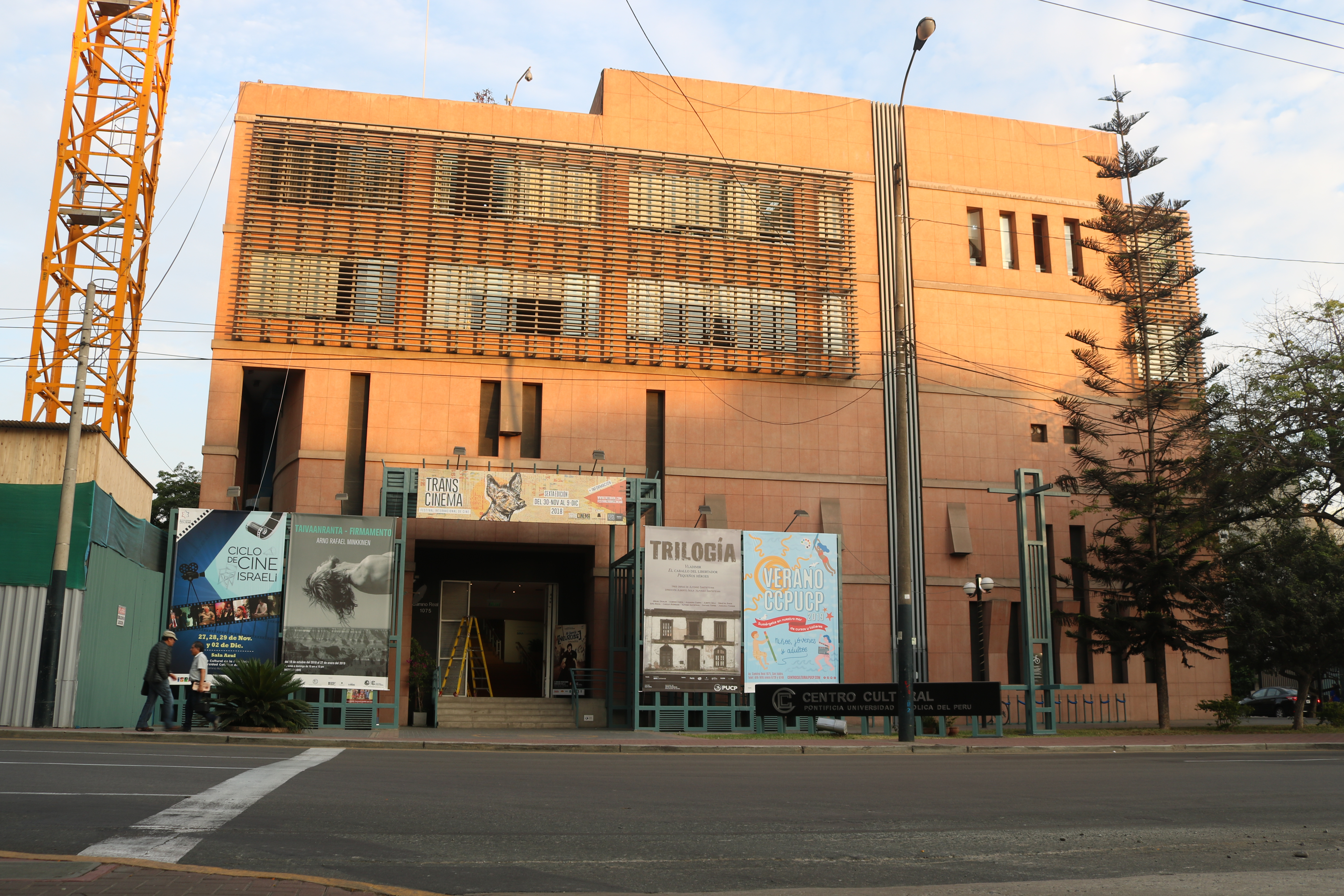
Культурный центр

В декабре 2018 года количество студентов составляло 29 044 человек, которые обучаются по 38 специальностям.
В составе университета функционируют 10 факультетов, центров и школ:
- Факультет гуманитарных наук — специальности: археология, философия, история, лингвистика и испаноязычная литература, география и окружающая среда, психология, социальная работа и информационные технологии.
- Факультет социальных наук — специальности: антропология, социология, экономика и политология.
- Факультет исполнительских искусств — специальности: хореография, музыка, театр.
- Факультет изобразительных искусств — специальности: живопись, скульптура и графика.

Кроме того, имеются также факультеты: архитектура, право, точные науки, образование, медиаисследование и другие.
В состав Католического университета входят: Культурный центр, Языковой центр, Центр дальневосточных исследований, Институт Рива Агуэро и другие.

## Известные выпускники и преподаватели
- Альберто Бустаманте Белаунде,
- Рубен Варгас Угарте,
- Хавьер Веласкес Кескен,
- Хорхе дель Кастильо,
- Алонсо Куэто,
- Хавьер Перес де Куэльяр,
- Сальвадор дель Солар,
- Иван Тайс,
- Марио Тестино,
- Ольянта Умала,
- Лурдес Флорес,
- Рауль Ферреро Ребальяти,
- Росарио Фернандес,
- Гарольд Форсайт,
- Слободан Чашуле,
- Хавьер Эрауд,